# Albuca
Genre
Albuca est un genre de plantes à fleurs herbacées monocotylédones de la famille des Asparagaceae, comprenant entre cent et deux-cent espèces originaires d'Afrique et de la péninsule arabique.

## Description

### Appareil végétatif

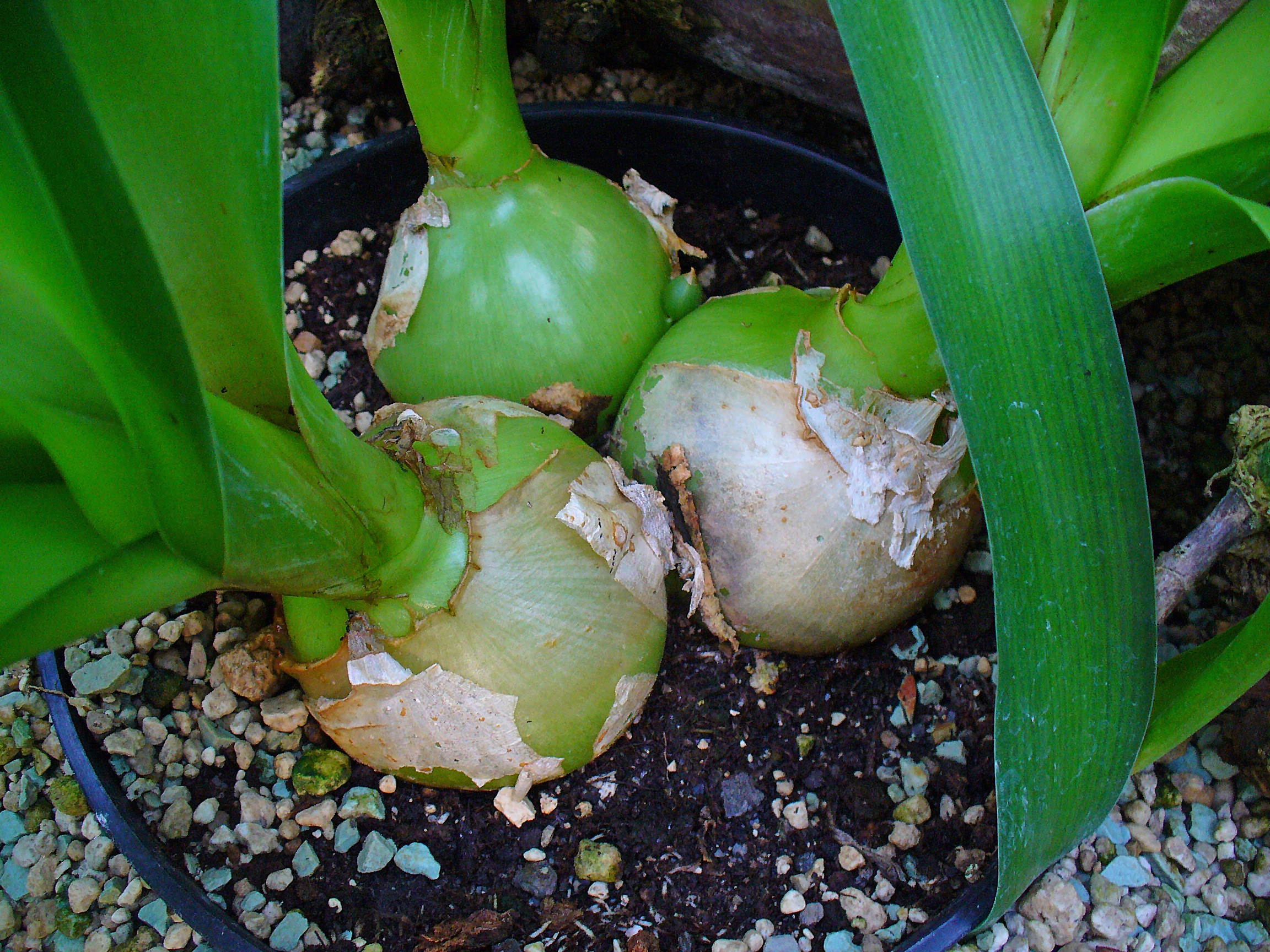
Albuca bracteata (bulbes).

Ce sont des herbacées vivaces mésophytes aux feuilles parfois fanées au moment de la floraison. Les feuilles sont toutes basales, souvent en rosette. Elles présentent un bulbe, entouré d'une tunique écailleuse ou membraneuse, généralement de nombreux bulbilles. Les feuilles sont simples, alternes, spiralées, sessiles et engainantes. Les gaines des feuilles ont les bords libres. Le limbe foliaire est entier, plat ou solide, térébré, linéaire, ou lancéolé, ou ovale, ou orbiculaire. Les nervures sont parallèles, sans nervures transversales. Les feuilles sont sans stipules. Il n'y a ni poils, ni nectaires extra-floraux, ni épaississement secondaire de la tige.

### Appareil reproducteur

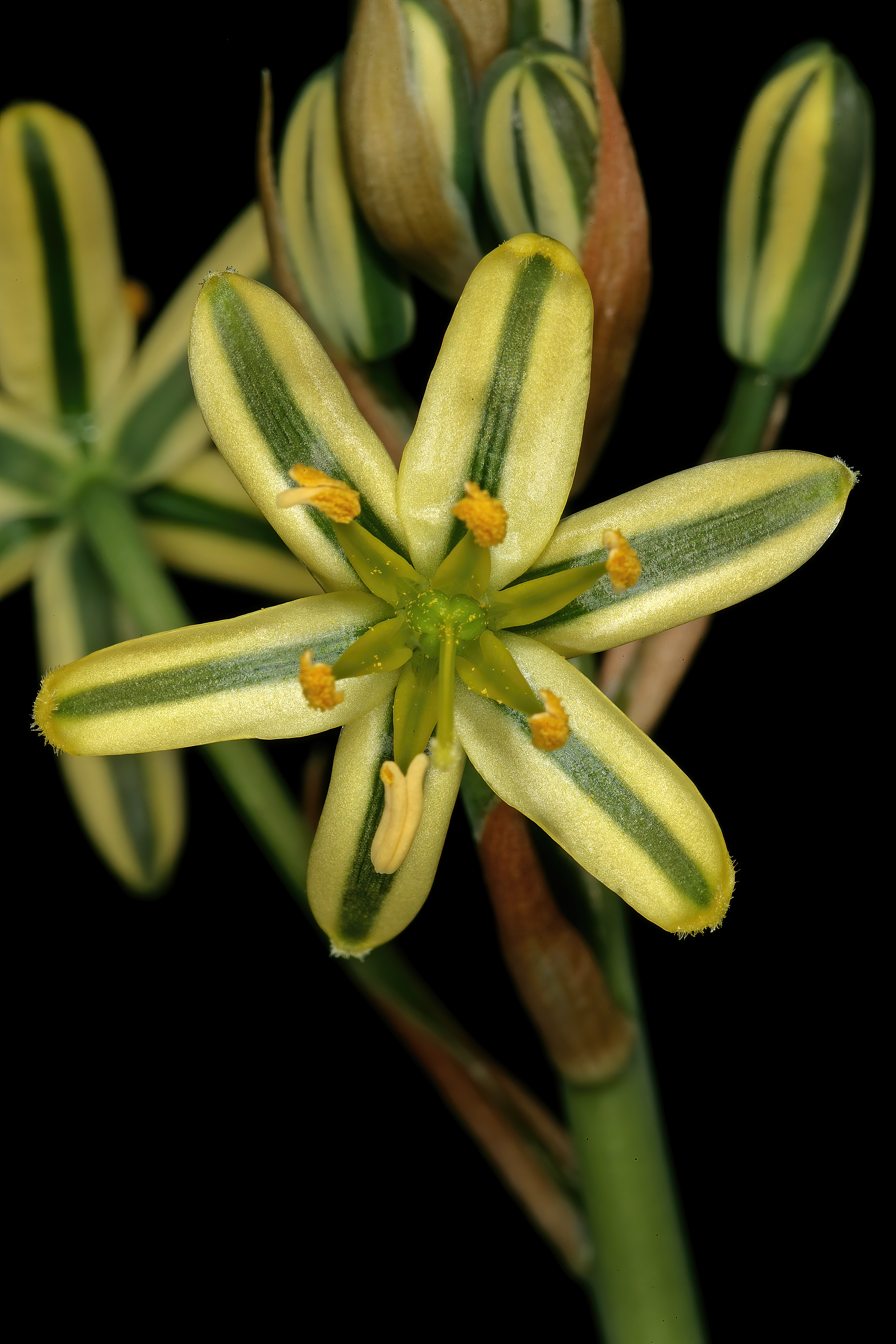
Albuca suaveolens (inflorescence).

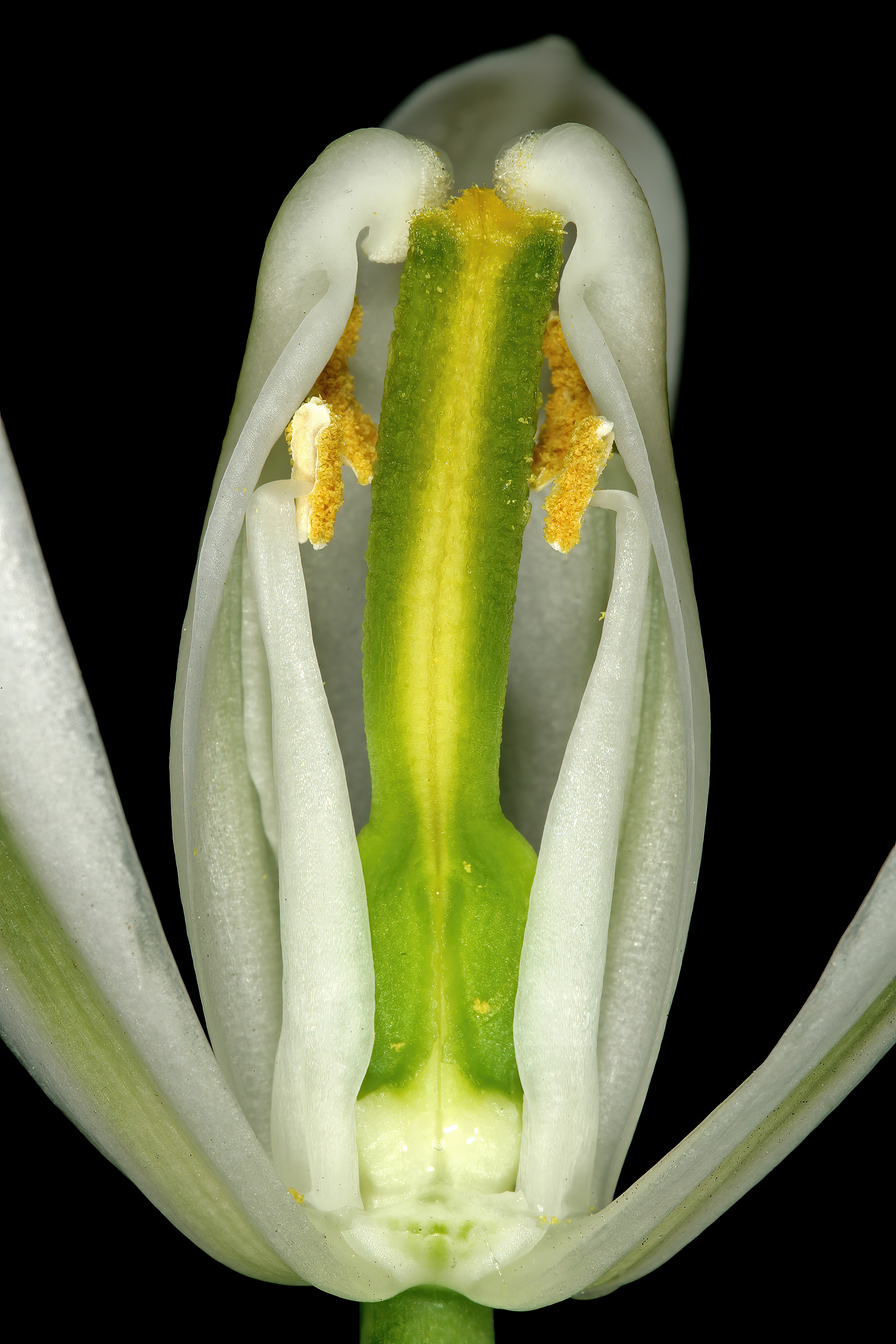
Albuca nelsonii (appareil floral).

Ce sont des plantes hermaphrodites. Les fleurs sont regroupées en racèmes terminaux, munis d'un pédoncule sans feuille en forme de bractée, dépassant largement les feuilles. Les fleurs sont pédicellées (courtes ou mesurant jusqu'à 7 cm de long), présentant une bractéole par fleur, ne dépassant pas les pédicelles, larges à la base, longues pointes effilées), ébracétées, petites ou moyennes, régulières, tricéphales, cycliques, pentacycliques. Le tube du périgone peut être présent ou absent. Le périanthe est composé de six tépales, en deux verticilles, isomères, pétaloïdes, similaires dans les deux verticilles, ou différents dans les deux verticaux, blancs à jaunes, ou verts à jaunes (avec une bande médiane verte).
L'androcée comporte trois ou six étamines (six en deux verticilles) libres du périanthe, ou adnés au tube. Les filets des staminodes externes sont environ aussi longs que les étamines internes, libres les uns des autres, à deux verticilles, ou à un seul (parfois). Il y a trois staminodes lorsque le verticille externe est stérile, réduit ou absent, aucune lorsque le verticille externe est fertile. Les étamines sont de forme nettement dissemblable (lorsque le verticille externe est stérile, les anthères peuvent être minuscules ou absentes). Les filets sont appendiculés ou non appendiculés. Les anthères sont dorsifixes, polyvalentes, déhiscentes par des fentes longitudinales, introrses, tétrasporangées.
Le gynécée comporte trois carpelles. Le pistil est à trois cellules. Les carpelles sont isomères du périanthe. Le gynécée est syncarpique, eu-syncarpique, supérieur. L'ovaire est pluriloculaire, sessile. Le style est unique, atténué à partir de l'ovaire, ou d'une dépression au sommet de l'ovaire, apical. Les stigmates, capitonnés, se divisent en un ou trois lobes. La placentation est axile. Les ovules sont au nombre de 20 à 50 par locule (nombreux), arillés, ou non arillés, anatropes.
Le fruit est une capsule non charnue et déhiscente, généralement loculicide ou septicide, contenant 20 à 100 graines (plusieurs par cellule). Les graines présentent un endosperme huileux. L'embryon est droit ou incurvé. Le testa est incrusté de phytomélane, ou sans phytomélane. 

## Répartition
Le genre est indigène dans toute l'Afrique, dont Madagascar, et en Arabie. Quelques espèces se sont naturalisées en Arkansas, sur l'archipel Juan Fernández, dans le Mexique central, dans le golfe du Mexique, à Sainte-Hélène et en Australie occidentale. 

## Systématique
Le genre est décrit en 1762 par le naturaliste suédois Carl von Linné, dans son ouvrage fondateur de la nomenclature botanique moderne Species Plantarum. Albuca major est l'espèce type. Désormais classé dans la famille des Asparagaceae, sous-famille des Scilloideae, tribu des Ornithogaleae, Albuca a auparavant été classé dans les Hyacinthaceae ou dans les Liliaceae.
Le nom générique Albuca vient du latin pour « blanc », en référence aux fleurs blanches. 
Selon Plants of the World online (POWO) (12 juin 2022), les 17 genres suivants sont fusionnés dans le genre Albuca et sont donc synonymes :
- Albugoides Medik.
- Ardernia Salisb.
- Battandiera Maire
- Branciona Salisb.
- Coilonox Raf.
- Ethesia Raf.
- Falconera Salisb.
- Igidia Speta
- Iosanthus Mart.-Azorín, M.B.Crespo, M.Pinter, Slade & Wetschnig
- Monotassa Salisb.
- Nemaulax Raf.
- Osmyne Salisb.
- Pallastema Salisb.
- Stellarioides Medik.
- Taeniola Salisb.
- Trimelopter Raf.
- Urophyllon Salisb.

Enfin, Albuca est possiblement synonyme d’Ornithogalum.

## Liste des espèces
Plants of the World online (POWO) (12 juin 2022) liste les 166 espèces suivantes :
- Albuca abyssinica Jacq.
- Albuca acuminata Baker
- Albuca adlami Baker
- Albuca albucoides (Aiton) J.C.Manning & Goldblatt
- Albuca amboensis (Schinz) Oberm.
- Albuca amoena (Batt.) J.C.Manning & Goldblatt
- Albuca anisocrispa Mart.-Azorín & M.B.Crespo
- Albuca annulata Mart.-Azorín & M.B.Crespo
- Albuca arenosa J.C.Manning & Goldblatt
- Albuca aurea Jacq.
- Albuca autumnula (U.Müll.-Doblies & D.Müll.-Doblies) J.C.Manning & Goldblatt
- Albuca bakeri Mart.-Azorín & M.B.Crespo
- Albuca barbata (Jacq.) J.C.Manning & Goldblatt
- Albuca batteniana Hilliard & B.L.Burtt
- Albuca bifolia Baker
- Albuca bifoliata R.A.Dyer
- Albuca boucheri U.Müll.-Doblies
- Albuca bracteata (Thunb.) J.C.Manning & Goldblatt
- Albuca bruce-bayeri U.Müll.-Doblies
- Albuca buchananii Baker
- Albuca buffelspoortensis van Jaarsv.
- Albuca canadensis (L.) F.M.Leight.
- Albuca candida (Oberm.) J.C.Manning & Goldblatt
- Albuca caudata Jacq.
- Albuca chartacea (Mart.-Azorín, M.B.Crespo & A.P.Dold) J.C.Manning & Goldblatt
- Albuca chlorantha Welw. ex Baker
- Albuca ciliaris U.Müll.-Doblies
- Albuca clanwilliamae-gloria U.Müll.-Doblies
- Albuca collina Baker
- Albuca comosa (Welw. ex Baker) J.C.Manning & Goldblatt
- Albuca concordiana Baker
- Albuca consanguinea (Kunth) J.C.Manning & Goldblatt
- Albuca cooperi Baker
- Albuca corymbosa Baker
- Albuca costatula (U.Müll.-Doblies & D.Müll.-Doblies) J.C.Manning & Goldblatt
- Albuca craibii (Mart.-Azorín, M.B.Crespo & A.P.Dold) J.C.Manning & Goldblatt
- Albuca cremnophila van Jaarsv. & A.E.van Wyk
- Albuca crinifolia Baker
- Albuca crispa J.C.Manning & Goldblatt
- Albuca crudenii Archibald
- Albuca dalyae Baker
- Albuca darlingana U.Müll.-Doblies
- Albuca deaconii van Jaarsv.
- Albuca decipiens U.Müll.-Doblies
- Albuca deserticola J.C.Manning & Goldblatt
- Albuca dilucula (Oberm.) J.C.Manning & Goldblatt
- Albuca dinteri U.Müll.-Doblies
- Albuca donaldsonii Rendle
- Albuca dyeri (Poelln.) J.C.Manning & Goldblatt
- Albuca echinosperma U.Müll.-Doblies
- Albuca engleriana K.Krause & Dinter
- Albuca etesiogaripensis U.Müll.-Doblies
- Albuca exigua (Mart.-Azorín, M.B.Crespo, A.P.Dold, M.Pinter & Wetschnig) J.C.Manning
- Albuca fastigiata Dryand.
- Albuca fibrotunicata Gledhill & Oyewole
- Albuca flaccida Jacq.
- Albuca foetida U.Müll.-Doblies
- Albuca fragrans Jacq.
- Albuca gageoides K.Krause
- Albuca galeata Welw. ex Baker
- Albuca gariepensis J.C.Manning & Goldblatt
- Albuca gentilii De Wild.
- Albuca gethylloides (U.Müll.-Doblies & D.Müll.-Doblies) J.C.Manning & Goldblatt
- Albuca gildenhuysii (van Jaarsv.) van Jaarsv.
- Albuca glandulifera J.C.Manning & Goldblatt
- Albuca glandulosa Baker
- Albuca glauca Baker
- Albuca glaucifolia (U.Müll.-Doblies & D.Müll.-Doblies) J.C.Manning & Goldblatt
- Albuca goswinii U.Müll.-Doblies
- Albuca grandis J.C.Manning & Goldblatt
- Albuca hallii U.Müll.-Doblies
- Albuca hereroensis Schinz
- Albuca hesquaspoortensis U.Müll.-Doblies
- Albuca homblei De Wild.
- Albuca humilis Baker
- Albuca juncifolia Baker
- Albuca karachabpoortensis (U.Müll.-Doblies & D.Müll.-Doblies) J.C.Manning & Goldblatt
- Albuca karasbergensis Glover
- Albuca karooica U.Müll.-Doblies
- Albuca katangensis De Wild.
- Albuca kirkii (Baker) Brenan
- Albuca kirstenii (J.C.Manning & Goldblatt) J.C.Manning & Goldblatt
- Albuca knersvlaktensis (U.Müll.-Doblies & D.Müll.-Doblies) J.C.Manning & Goldblatt
- Albuca kundelungensis De Wild.
- Albuca lebaensis (van Jaarsv.) J.C.Manning & Goldblatt
- Albuca leucantha U.Müll.-Doblies
- Albuca littoralis (N.R.Crouch, D.Styles, A.J.Beaumont & Mart.-Azorín) J.C.Manning
- Albuca longipes Baker
- Albuca macowanii Baker
- Albuca malangensis Baker
- Albuca massonii Baker
- Albuca monarchos (U.Müll.-Doblies & D.Müll.-Doblies) J.C.Manning & Goldblatt
- Albuca monophylla Baker
- Albuca myogaloides Welw. ex Baker
- Albuca namaquensis Baker
- Albuca nana Schönland
- Albuca nathoana (U.Müll.-Doblies & D.Müll.-Doblies) J.C.Manning & Goldblatt
- Albuca navicula U.Müll.-Doblies
- Albuca nelsonii N.E.Br.
- Albuca nigritana (Baker) Troupin
- Albuca obtusa J.C.Manning & Goldblatt
- Albuca osmynella (U.Müll.-Doblies & D.Müll.-Doblies) J.C.Manning & Goldblatt
- Albuca ovata (Thunb.) J.C.Manning & Goldblatt
- Albuca papyracea J.C.Manning & Goldblatt
- Albuca paradoxa Dinter
- Albuca paucifolia (U.Müll.-Doblies & D.Müll.-Doblies) J.C.Manning & Goldblatt
- Albuca pearsonii (F.M.Leight.) J.C.Manning & Goldblatt
- Albuca pendula B.Mathew
- Albuca pendulina (U.Müll.-Doblies & D.Müll.-Doblies) J.C.Manning & Goldblatt
- Albuca pentheri (Zahlbr.) J.C.Manning & Goldblatt
- Albuca polyodontula (U.Müll.-Doblies & D.Müll.-Doblies) J.C.Manning & Goldblatt
- Albuca polyphylla Baker
- Albuca prasina (Ker Gawl.) J.C.Manning & Goldblatt
- Albuca prolifera J.H.Wilson
- Albuca psammophora (U.Müll.-Doblies & D.Müll.-Doblies) J.C.Manning & Goldblatt
- Albuca pseudobifolia Mart.-Azorín & M.B.Crespo
- Albuca pulchra (Schinz) J.C.Manning & Goldblatt
- Albuca rautanenii (Schinz) J.C.Manning & Goldblatt
- Albuca recurva (Oberm.) J.C.Manning & Goldblatt
- Albuca riebeekkasteelberganula U.Müll.-Doblies
- Albuca robertsoniana U.Müll.-Doblies
- Albuca rogersii Schönland
- Albuca roodeae (E.Phillips) J.C.Manning & Goldblatt
- Albuca rupestris Hilliard & B.L.Burtt
- Albuca sabulosa (U.Müll.-Doblies & D.Müll.-Doblies) J.C.Manning & Goldblatt
- Albuca scabrocostata (U.Müll.-Doblies & D.Müll.-Doblies) J.C.Manning & Goldblatt
- Albuca scabromarginata De Wild.
- Albuca schinzii Baker
- Albuca schlechteri Baker
- Albuca schoenlandii Baker
- Albuca secunda (Jacq.) J.C.Manning & Goldblatt
- Albuca seineri (Engl. & K.Krause) J.C.Manning & Goldblatt
- Albuca semipedalis Baker
- Albuca setosa Jacq.
- Albuca shawii Baker
- Albuca somersetianum ined.
- Albuca spiralis L.f.
- Albuca stapffii (Schinz) J.C.Manning & Goldblatt
- Albuca steudneri Schweinf. & Engl.
- Albuca strigosula (U.Müll.-Doblies & D.Müll.-Doblies) J.C.Manning & Goldblatt
- Albuca stuetzeliana (U.Müll.-Doblies & D.Müll.-Doblies) J.C.Manning & Goldblatt
- Albuca suaveolens (Jacq.) J.C.Manning & Goldblatt
- Albuca subglandulosa (U.Müll.-Doblies & D.Müll.-Doblies) J.C.Manning & Goldblatt
- Albuca subspicata Baker
- Albuca sudanica A.Chev.
- Albuca tenuifolia Baker
- Albuca tenuis Knudtzon
- Albuca thermarum van Jaarsv.
- Albuca tortuosa Baker
- Albuca toxicaria (C.Archer & R.H.Archer) J.C.Manning & Goldblatt
- Albuca trachyphylla U.Müll.-Doblies
- Albuca tubiformis (Oberm.) J.C.Manning & Goldblatt
- Albuca unifolia (Retz.) J.C.Manning & Goldblatt
- Albuca unifoliata G.D.Rowley
- Albuca variegata De Wild.
- Albuca villosa U.Müll.-Doblies
- Albuca virens (Lindl.) J.C.Manning & Goldblatt
- Albuca viscosa L.f.
- Albuca vittata Ker Gawl.
- Albuca volubilis (H.Perrier) J.C.Manning & Goldblatt
- Albuca watermeyeri (L.Bolus) J.C.Manning & Goldblatt
- Albuca weberlingiorum U.Müll.-Doblies
- Albuca xanthocodon Hilliard & B.L.Burtt
- Albuca yerburyi Ridl.
- Albuca zebrina Baker
- Albuca zenkeri Engl.